# Ramona Trinidad Iglesias-Jordan
Ramona Trinidad Iglesias-Jordan de Soler (Utuado, 31 agosto 1889 – Río Piedras, 29 maggio 2004) è stata una supercentenaria portoricana che detenne il titolo di persona vivente più longeva al mondo dal 13 novembre 2003, con la morte della giapponese Mitoyo Kawate, al suo stesso decesso.

## Biografia
Figlia di Eduardo Iglesias-Ortiz e di Luisa Jordan-Correa, Ramona Trinidad nacque e crebbe a Utuado, città di Porto Rico. Sposò Alfonso Soler nel 1912; prima la coppia visse ad Arecibo, poi a San Juán. Non ebbero figli, ma adottarono Roberto Torres, loro nipote, rimasto orfano. Alfonso Soler morì alla fine degli anni '70. Ramona Trinidad morì per una polmonite il 29 maggio 2004, all'età di 114 anni e 272 giorni. Si tratta tuttora della seconda donna nata e deceduta a Porto Rico vissuta più a lungo (Antonia Gerena Rivera, nativa di Porto Rico, raggiunse i 115 anni ma era emigrata negli Stati Uniti) e della seconda persona nata e vissuta a Porto Rico più longeva di sempre, dopo il 115enne Emiliano Mercado del Toro (1891-2007).
Il suo certificato di nascita affermò che Ramona fosse nata alle 7 del mattino del 1º settembre 1889; tuttavia il documento ufficiale del suo battesimo, scoperto solo nel 1992, dimostrò che la nascita dovesse essere retrodatata di un giorno, al 31 agosto 1889. Un censimento del 1910 indicava Ramona Trinidad come 20enne; il certificato di matrimonio del 26 dicembre 1912 riportava un'età di 23 anni per la donna.